# Ransäters socken
Ransäters socken i Värmland ingick i Kils härad, ombildades 1949 till Munkfors köping och området är sedan 1971 en del av Munkfors kommun, från 2016 inom Munkfors distrikt och Ransäters distrikt.
Socknens areal var 147,23 kvadratkilometer varav 140,28 land. År 1950 fanns här 5 966 invånare. Tätorten Munkfors samt kyrkbyn Ransäter med sockenkyrkan Ransäters kyrka ligger i socknen.   

## Administrativ historik
Socknen bildades 1670 genom en utbrytning ur Övre Ulleruds socken. 
Vid kommunreformen 1862 övergick socknens ansvar för de kyrkliga frågorna till Ransäters församling och för de borgerliga frågorna bildades Ransäters landskommun. Ur församlingen utbröts 1918 Munkfors församling. Landskommunen ombildades 1949 till Munkfors köping som 1971 ombildades till Munkfors kommun. Församlingen uppgick 2010 i Munkfors-Ransäters församling som 2013 uppgick i Forshaga-Munkfors församling.
1 januari 2016 inrättades distrikten Munkfors och Ransäter, med samma omfattning som motsvarande församlingar hade 1999/2000 och fick 1918, och vari detta sockenområde ingår.
Socknen har tillhört län, fögderier, tingslag och domsagor enligt vad som beskrivs i artikeln Kils härad. De indelta soldaterna tillhörde Värmlands regemente.

## Geografi
Ransäters socken ligger norr om Karlstad kring Klarälven och kring Ransjön i nordväst. Socknen har odlingsbygd vid älven och är i övrigt en kuperad skogsbygd med höjder som i Boråshöjden når 357 meter över havet.

## Fornlämningar
Endast lösfynd har påträffats.

## Namnet
Namnet skrevs 1503 Ranesetther och kommer från gården med detta namn. Namnets efterled är säter, 'utmarksäng'. Förleden är troligen ett äldre namn på Ranån, Rann bildat till hronn, 'bölja'.

## Befolkningsutveckling
| Befolkningsutvecklingen i Ransäters socken 1750–1990                                                                                                  | Befolkningsutvecklingen i Ransäters socken 1750–1990 | Befolkningsutvecklingen i Ransäters socken 1750–1990 | Befolkningsutvecklingen i Ransäters socken 1750–1990 | Befolkningsutvecklingen i Ransäters socken 1750–1990 |
| --- | ---------------------------------------------------- | ---------------------------------------------------- | ---------------------------------------------------- | ---------------------------------------------------- |
| |                                                      |                                                      |                                                      |                                                      |
| År |                                                      |                                                      | Folkmängd                                            |                                                      |
| 1750 | 1750                                                 |                                                      | 982                                                  |                                                      |
| 1760 | 1760                                                 |                                                      | 1 056                                                |                                                      |
| 1769 | 1769                                                 |                                                      | 1 078                                                |                                                      |
| 1780 | 1780                                                 |                                                      | 1 201                                                |                                                      |
| 1790 | 1790                                                 |                                                      | 1 322                                                |                                                      |
| 1800 | 1800                                                 |                                                      | 1 524                                                |                                                      |
| 1810 | 1810                                                 |                                                      | 1 614                                                |                                                      |
| 1820 | 1820                                                 |                                                      | 1 681                                                |                                                      |
| 1830 | 1830                                                 |                                                      | 1 916                                                |                                                      |
| 1840 | 1840                                                 |                                                      | 2 203                                                |                                                      |
| 1850 | 1850                                                 |                                                      | 2 458                                                |                                                      |
| 1860 | 1860                                                 |                                                      | 2 881                                                |                                                      |
| 1870 | 1870                                                 |                                                      | 3 218                                                |                                                      |
| 1880 | 1880                                                 |                                                      | 3 633                                                |                                                      |
| 1890 | 1890                                                 |                                                      | 4 009                                                |                                                      |
| 1900 | 1900                                                 |                                                      | 4 551                                                |                                                      |
| 1910 | 1910                                                 |                                                      | 5 107                                                |                                                      |
| 1920 | 1920                                                 |                                                      | 5 762                                                |                                                      |
| 1930 | 1930                                                 |                                                      | 5 793                                                |                                                      |
| 1940 | 1940                                                 |                                                      | 5 991                                                |                                                      |
| 1950 | 1950                                                 |                                                      | 6 110                                                |                                                      |
| 1960 | 1960                                                 |                                                      | 6 247                                                |                                                      |
| 1970 | 1970                                                 |                                                      | 5 726                                                |                                                      |
| 1980 | 1980                                                 |                                                      | 5 132                                                |                                                      |
| 1990 | 1990                                                 |                                                      | 4 816                                                |                                                      |
| Anm: Munkfors och Ransäter ingick i samma socken. Källor: Umeå universitet - Tabellverket 1749-1859, Demografiska databasen, CEDAR, Umeå universitet. |                                                      |                                                      |                                                      |                                                      |

## Kända personer från bygden
- Tage Erlander
- Erik Gustaf Geijer